# Ciliofor
Ciliofory – wyspecjalizowany rodzaj multiciliarnych komórek nabłonkowych występujący u przedstawicieli drobnoszczękich (Micrognathozoa) i niektórych mikroskopijnych pierścienic. Opisane po raz pierwszy u gatunku Diurodrilus westheidei przez Reinhardta Kristensena i Tonny'ego Niilonena w 1982 roku.

## Budowa
Ciliofory to duże, czworokątne lub owalne komórki występujące na spodniej stronie ciała. Każda komórka jest niezależnie unerwiona i posiada wiele długich i sztywnych rzęsek, których kinetosomy są ustawione w regularnych rzędach. Choć rzęski nie są połączone błoną komórkową, to biją wszystkie razem w regularny i skoordynowany sposób, umożliwiając zwierzęciu ślizganie się brzuszną stroną ciała po powierzchni podłoża.

## Występowanie
Ciliofory stwierdzono dotychczas jedynie u trzech grup zwierząt, są to: Limnognathia maerski (jedyny przedstawiciel typu drobnoszczękich) oraz dwa rodzaje zaliczane do pierścienic: Diurodrilus (rodzina Diurodrilidae) i Neotenotrocha (rodzina Dorvilleidae).
U drobnoszczękich czworokątne ciliofory występują wokół otworu gębowego i w dwóch rzędach wzdłuż brzusznej linii środkowej. U Diurodrilidae narządy mają owalny kształt i tworzą skomplikowany układ na spodniej, przedoralnej części ciała, wieniec wokół otworu gębowego i pojedynczy rząd wzdłuż środkowej linii brzusznej. U Neotenotrocha występują dwa poprzeczne rzędy czworokątnych cilioforów, jeden wzdłuż tylnej krawędzi prostomium (równolegle do metatrochu), drugi wzdłuż tylnej krawędzi peristomium.

## Ewolucja
Podobieństwo w budowie cilioforów było uważane jako znaczące taksonomicznie, co używano do rozwiązywania niepewnej pozycji systematycznej rodzaju Diurodrilus, szczególnie sugerowano jego wyłączenie jako osobnego typu bliskiego Micrognathozoa. Badania molekularne wykazały jednak, że trzy grupy, u których występują ciliofory, nie są ze sobą blisko spokrewnione. Drobnoszczękie stanowią grupę siostrzaną do wrotków w obrębie kladu Gnathifera, podczas gdy Diuriodrilidae i Dorvilleidae należą do pierścienic, z czego pierwsze do kladu Sedentaria, drugie Errantia.